# 都柏林皮爾斯車站
都柏林皮爾斯車站（英語：Dublin Pearse railway station）是位於愛爾蘭共和國首都都柏林的一座火車站。這座車站是愛爾蘭鐵路最繁忙的通勤車站，在2012年有七百萬乘客在這裡上下車。停靠這座車站的列車大多為近距離的通勤列車。